# Комета (сорт пшеницы)
Комета — выведенный в СССР сорт мягкой яровой красноколосой пшеницы.

## Описание
Скороспелый сорт мягкой яровой пшеницы с крупными зёрнами хорошего хлебопекарного качества.
Красноколосый, хорошо адаптирован к условиям Уральского региона.
Вызревает на 10—15 дней раньше, чем другой районированный сорт «Лютесценс 758» (из группы сортов Лютесценс). Такая скороспелость особенно важна для подверженных раннеосенним заморозкам районов Среднего Урала.
Проведённые в 2011—2015 году в Тюменской области испытания показали, что сорт Комета полностью вызревает за 80±3 суток с момента появления всходов при раннем сроке посева и за 87±2 суток при позднем, что на 9 суток быстрее, чем стандартный для области сорт «Омская 36» (из группы сортов Лютесценс). Также исследования показали, что сорт малоустойчив к мучнистой росе, бурой ржавчине и стеблевой ржавчине. И на фоне высокого питания, и на фоне среднего питания, сорт показал меньшую на 3-6 центнеров с гектара урожайность по сравнению со стандартом.

## История
Был выведен Красноуфимской селекционной станцией Уральского научно-исследовательского института сельского хозяйства.
Выведение произвёл Александр Воробьёв методом гибридизации. Были совмещены лучшие гены от отечественных и зарубежных сортов пшеницы.

## Районирование
Впервые районирован в 1963 году в Свердловской области.
К 1966 году возделывался в 46 областях СССР.
Десятки лет высевался во многих областях Уральского региона и за его пределами. Посевные площади достигали 350 тысяч гектаров.

## Дальнейшее развитие
Совместно с другим сортом Воробьёва («Стрела») послужил основой для выведения новых ценных красноколосых сортов пшеницы.